# Juan Rodríguez Clara (kommun)
Juan Rodríguez Clara är en kommun i Mexiko.   Den ligger i delstaten Veracruz, i den sydöstra delen av landet, 400 km öster om huvudstaden Mexico City.
Följande samhällen finns i Juan Rodríguez Clara:
- Juan Rodríguez Clara
- Los Tigres
- Casas Viejas
- Angostura
- La Cañada
- Ojo de Agua
- Loma de Hujuapan
- Miguel Hidalgo
- El Marquesillo
- Paso del Ganado
- San Sebastián
- Nueva Esperanza
- San Benito
- Santa Rosa
- Colonia Veinte de Noviembre
- El Cafetal
- El Cedro
- San Pedro del Llano
- Independencia
- San Lorenzo
- Loma de los Changos
- Nuevo Paso Novillo
- San José Tulapan
- Emiliano Zapata
- Nuevo Remolino
- La Luisa
- El Jatillo
- Cinco de Mayo
- Vicente Guerrero
- Antonio M. Quirasco
- El Tular
- El Milagro
- Pablo L. Sidar
- Monte Rosa
- El Ciruelo
- Gloria de Cuapa